# Escultismo
El escultismo (del inglés scouting, que significa ‘explorar’) es un movimiento infantil y juvenil que busca educar a niños y jóvenes, con base en valores y juegos al aire libre como método de enseñanza no formal, que actualmente está presente en 165 países y territorios, con aproximadamente 55 000 000 de miembros en todo el mundo, agrupados en distintas organizaciones.
El Movimiento Scout nació como una manera de prevenir la delincuencia en la Inglaterra de principios del siglo XX, buscando el desarrollo físico, espiritual y mental de los jóvenes para que llegaran a ser «buenos ciudadanos» a través de un método específico inspirado en la vida al aire libre y la vivencia militar del fundador, cuyas directrices serían establecidas en el manual Escultismo para muchachos (1908), del General británico Robert Stephenson Smith Baden-Powell of Gilwell  .
En 1907 se realizó el primer campamento experimental en la isla de Brownsea, Puerto de Poole, Dorset, en la costa sur de Inglaterra, en el que participaron 20 muchachos separados en cuatro patrullas; «Lobos», «Toros», «Chorlitos» y «Cuervos»; hijos de conocidos militares que hicieron campaña, en África o Asia, con Baden-Powell y de obreros de Londres. Como consecuencia del éxito del nuevo sistema, Baden-Powell escribió un libro donde recopilaba experiencias y anécdotas relacionadas con esta práctica, lo que terminó siendo el ya mencionado Escultismo para muchachos.
Posteriormente, el escultismo fue perfeccionado por Vera Barclay y Roland Phillips, entre otros.
El Movimiento Scout pone énfasis en las actividades lúdicas con objetivos educativos, en las actividades al aire libre y en el servicio comunitario, estas últimas con el objeto de formar el carácter y enseñar de forma práctica valores humanos, al contrario de la formación académica teórica, por eso el énfasis recae en el ejemplo del scouter o monitor (según el país y el método aplicado). Toma como base de su sistema educativo el «lobatismo» en el caso de los niños entre 8 y 11 años —ambiente de familia feliz— y el sistema de patrullas —pequeños grupos de amigos, basado en el concepto de pandilla—. A su vez, dependiendo del grupo scout y la asociación correspondiente a cada país, existen unidades mayores de jóvenes Caminantes o Rovers, así como niños más pequeños como Castores, en edades comprendidas entre 6 y 8 años.

## Denominación
En castellano, se utiliza, según el país, la acepción scout o explorador, de las cuales deriva escultismo —scouting, en inglés—. Esta palabra fue usada por primera vez en The New Buffalo Bill Library (1899). Era una serie de publicaciones basada en la vida de William Cody, Buffalo Bill.
En febrero de 1900, mientras continuaba la segunda guerra bóer con los colonos holandeses sudafricanos, fue publicada en Sudáfrica una serie con historias de aventuras, El Boy Scout, realizadas por un personaje de ficción, Harry Saint George. La serie duró hasta 1906, un año antes del campamento experimental de Robert Baden-Powell en la Isla de Brownsea. Cada título de la serie comenzaba con las palabras The boy scout. El número de diciembre de 1900 es particularmente curioso ya que convierte a Harry el boy scout en policía de Baden-Powell en África del Sur (The boy scout joins B-P police).
El mismo Baden-Powell había usado la palabra scout en 1897, cuando instruyó a sus soldados en prácticas de reconocimiento y exploración en su libro Aids to scouting. Dice William Hillcourt: «Cuando la enseñanza llegó a su fin, BP quiso que sus alumnos “hicieran un trabajo práctico por medio de ejercicios variados de exploración, sobre diversos terrenos, en parejas e individualmente”. Los hombres que pasaban satisfactoriamente las pruebas que había establecido eran distinguidos con el nombre de scouts y se les daba una insignia especial para la manga de su uniforme: una flor de lis, basada en el diseño utilizado para indicar el norte en los mapas y en las brújulas».
De ese origen deriva el nombre de scout usado para este movimiento juvenil a partir de 1907.
El movimiento comenzó siendo solo masculino (Boy Scouts), pero ya hacia 1909 empezó a cobrar importancia la participación femenina. Tiempo después surgieron las guías —Girl Guides— que quedaron bajo la supervisión de la hermana de Baden-Powell Agnes Baden-Powell y posteriormente de la esposa de este, Olave Saint Claire Soames.
Hoy en día, los scouts son generalmente mixtos en casi todos los países; por su parte, las guías mantienen su predominancia femenina, aunque han incorporado ya un pequeño porcentaje de varones.

## Origen

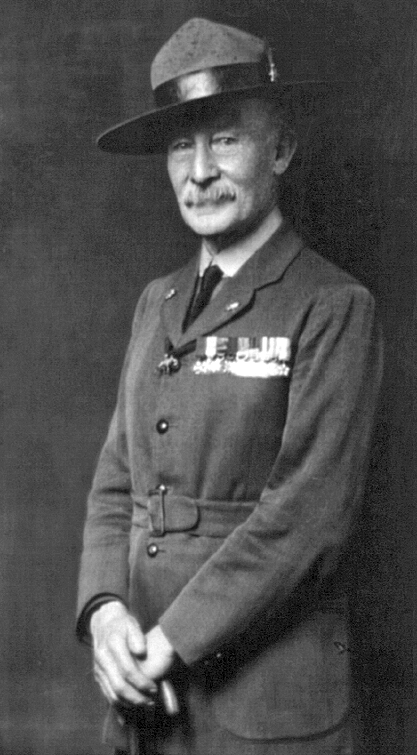
Baden-Powell

Estando en la Segunda Guerra Matabele en Rodesia en 1896, Baden-Powell inició una amistad con el Jefe de Exploradores del ejército colonial británico, el conocido explorador militar estadounidense Frederick Russell Burnham, que fue una influencia decisiva para él, también explorador militar, hasta el punto de que muchas de sus ideas relativas al escultismo se forjaron a raíz de esta relación con Burnham, al que Baden-Powell admiró y con el que mantuvo amistad de por vida. Burnham le dio a conocer las costumbres de los vaqueros y los indios del oeste americano y del conocimiento de los bosques y fue en esos inicios cuando Baden-Powell usó su sombrero Stetson por primera vez y comenzó a idear un programa de formación para muchachos, que años después se convertiría en el sistema pedagógico del escultismo. Con las técnicas de reconocimiento y exploración que aprendió de Burnahm, Baden-Powell publicó un primer manual, Aids to Scouting, en 1899, destinado al Ejército.
Baden-Powell llevó a la práctica por primera vez su idea de los scouts durante la Guerra de los Bóeres en Sudáfrica (1899–1902), con ocasión de la defensa del pueblo de Mahikeng contra el sitio a que fue sometido por los bóeres neerlandeses (conocidos después como afrikáneres), quienes superaban a sus tropas en proporción de 8 a 1. Para apoyo de éstas, organizó un «Cuerpo de Cadetes de Mafeking» formado completamente por muchachos voluntarios, a los que entrenó en funciones más estratégicas que bélicas, como centinelas, rastreadores, ordenanzas y mensajeros, en forma tan impecable que contribuyeron decisivamente al mantenimiento y defensa del pueblo durante varios meses; cada cadete del cuerpo recibió una insignia que era la combinación de la punta de una brújula y la punta de una lanza, imagen similar a la flor de lis que adoptaron después los scouts como símbolo internacional. Como resultado de esta campaña, llegó al alcanzar estatus de héroe nacional, y su primer manual, Aids to Scouting, se convirtió en un best-seller usado por muchos maestros y organizaciones juveniles.
En 1906, Ernest Thompson Seton mandó a Robert Baden-Powell una copia de su libro titulado The Birchbark Roll of the Woodcraft Indians. Seton, un británico que vivía en los Estados Unidos, posteriormente conoció a Baden-Powell y compartieron ideas sobre programas de entrenamiento de la juventud. Baden-Powell fue animado para reescribir Aids to Scouting para una audiencia más extensa de lectores jóvenes, y en 1907 había terminado un bosquejo llamado Boy Patrols. Ese mismo año, para poner en práctica sus nuevas ideas, reunió a 20 chicos de distintas clases sociales en un campamento en la isla de Brownsea en el puerto de Poole, Dorset, Inglaterra, en una estancia de una semana que empezó el 1 de agosto, campamento que se considera el origen del Movimiento Scout.
Su método de organización es conocido ahora como Sistema de Patrullas, parte principal de su entrenamiento scout, involucra a los chicos a organizarse ellos mismos en grupos pequeños con un líder de patrulla elegido por ellos.
A partir de enero de 1908 Baden-Powell publica seis entregas quincenales en formato de revista para jóvenes. Tal fue el éxito de ventas que luego fueron compiladas en el libro Scouting for Boys, Escultismo para muchachos, que hoy es considerado la primera presentación del programa y método del scoutismo. Desde entonces «Escultismo para muchachos» se ha traducido a más de 35 idiomas.
Su editor, Arthur Pearson Ltd., envió a Baden-Powell en un extenso viaje para promover su libro. La idea original que B-P tenía era que su libro diera ideas para organizaciones ya establecidas, en especial a las Boys Brigade en la que ocupó la posición de vicepresidente durante algún tiempo. Sin embargo, en cada lugar que se presentaba los jóvenes ya estaban formando espontáneamente patrullas scouts y le pedían ayuda.
Rápido de reflejos, B-P los animó y el movimiento scout comenzó su desarrollo. Sorprendido por la repercusión obtenida, realizó un segundo campamento experimental en Humbshaugh, Northumberland; en este se perfeccionó el Sistema de patrullas y se implementaron nuevos juegos, perfeccionando la organización y el modelo educativo.
Luego de publicar «Escultismo para muchachos», fundó la revista The Scout para exploradores, inició la organización de la Asociación Scout del Reino Unido y alentó la apertura de unidades en el resto del Imperio Británico.
Robert Baden-Powell también introdujo un movimiento paralelo para mujeres, las Guías en 1910 con la ayuda de su hermana Agnes Baden-Powell y, posteriormente de su esposa Lady Olave Baden-Powell.

## Internacionalización del Movimiento Scout

Scouts en Uruguay (1917)

Al año siguiente viajó a los países del cono sur de Sudamérica. Visitó Brasil, Uruguay, Argentina y luego pasó a Chile.
Al llegar a Buenos Aires el 14 de marzo de 1909, B-P fue recibido como huésped de honor por el gobierno argentino, el ejército le destinó un edecán y se alojó en el Jockey Club de Buenos Aires. Hasta allí se acercó Cristian Russel, secretario de la Asociación Cristiana de Jóvenes (YMCA) y lo invitó a dar una conferencia sobre el Movimiento Scout en el salón de actos de la YMCA Argentina.El 22 de marzo dicta una conferencia para la Academia Militar de Chile, allí a petición del doctor Alcibíades Vicencio ofreció una charla sobre el movimiento scout. Entusiasmado, Vicencio organizó la primera brigada scout en Chile el 26 de marzo de 1909, siendo Chile el segundo país en el mundo en sumarse al movimiento scout. Actualmente el nombre de esta brigada es Grupo Alcibíades Vicencio del Instituto Nacional (GAVIN), este grupo de guías y scouts es considerada una actividad extraprogramática del Instituto Nacional. En abril de 1909, al finalizar la visita, volvió a la ciudad de Buenos Aires, Argentina.
En 1909, al regreso de su viaje, se realizó una exhibición scout en el Crystal Palace de Londres. Cuando llegó el momento del desfile de las delegaciones todos se sorprendieron porque el fenómeno se había contagiado a las mujeres scouts. En general, la opinión popular de ese entonces era contraria a que las muchachas jóvenes realizaran las pruebas y destrezas que ejecutaban los varones, razón por la cual Agnes Baden-Powell decidió escribir un folleto que promoviera una opción adecuada para las niñas.
En 1909, Agnes y Robert publicaron conjuntamente dos libros cuyos títulos fueron: Pamphlet A: Baden-Powell Girl Guides, a Suggestion for Character Training for Girls y Pamphlet B: Baden-Powell Girl Guides, a Suggestion for Character Training for Girls.
Estas publicaciones se consideran las precursoras del movimiento juvenil femenino y, luego en 1912 fueron ampliadas en el libro Cómo las muchachas pueden ayudar a construir el Imperio.
En abril de 1910 ya eran 6000 las jóvenes registradas como Girl Guides. El movimiento de las Muchachas Guías tenía por objetivo atender a la población femenina en edad de ser scout.
El mismo año, B-P renunció al ejército inglés para dedicarse de lleno al escultismo, por consejo del rey Eduardo VII, realizando una gira por todo el mundo para visitar las diferentes expresiones scouts que estaban surgiendo. Al llegar a Canadá, realizó una presentación técnica en Winnipeg, Quebec y Toronto, ante una congregación de 2000 scouts canadienses.
El escultismo, en Estados Unidos, llegó por medio de un scout británico desconocido, quien hizo que el estadounidense William D. Boyce se interesase por este movimiento y lo llevase a tierras norteamericanas. La gira fue interrumpida por la Primera Guerra Mundial.
En 1912, B.P. realizó una gira por Australia, Nueva Zelanda y África del Sur, conociendo en un barco a Olave Saint Claire Soames, quien con el tiempo se convertiría en su esposa. Al año siguiente, se realizó en Birmingham una exhibición nacional de trabajos manuales scout que contemplaban trabajos de escultura, tejido, ingeniería, zapatería, plomería y primeros auxilios. Además, en 1912 el Movimiento Scout nació en Bolivia, con el Grupo Scout Junín en Sucre y el Grupo del Instituto Americano en La Paz.
También en 1912, tiene lugar de manera oficial el nacimiento en España del movimiento scout, con tres personalidades a destacar: el capitán de caballería Teodoro de Iradier y Herrero, el escritor Arturo Cuyás y Armengol; quienes redactan los estatutos y reglamentos de la Asociación de Exploradores de España; y Pere Roselló, quien funda los Exploradores Barceloneses.
En 1913 se publica el libro Scouts más allá de los mares, mi gira mundial, en el cual describe dichos viajes.
B-P era un hombre muy entusiasta, por otra parte, el movimiento se desarrollaba a un ritmo acelerado. Pronto surgió la inquietud: ¿qué hacer con los hermanos pequeños de los scouts, que les acompañaban con gran entusiasmo en muchas de sus operaciones y actividades? En 1915 algunos grupos ya habían comenzado a trabajar con niños más pequeños, adaptando de facto el programa de los scouts. Una dirigente destacada, considerada luego la primera Akela, Vera Barclay, publicó ese año un artículo en la revista scout Headquarters Gazette titulado «Cómo puede una señorita educar lobatos» donde refiere sus primeros pasos en la Manada de Hertford, al norte de Londres. El 16 de junio de 1916 Baden-Powell organiza una reunión en Caxton Gill donde presenta a un grupo de dirigentes destacados su idea de modificar la primera edición de su Manual del Lobato (Wolf Cub Handbook) para incorporar la obra de El libro de la selva (The Jungle Book) de Rudyard Kipling como fondo motivador. B-P convence a Vera Barclay de unirse al equipo de la Oficina Scout en dicho trabajo.
Robert Baden-Powell no podía aconsejar a todos los jóvenes que le escribían y se acercaban solicitándole su ayuda. El año 1919 marca dos hitos en el papel que adquieren los voluntarios adultos en el naciente movimiento juvenil. En primer lugar escribió un breve libro, casi un folleto, para ayudar a los dirigentes llamado Guía para el Jefe de Tropa (Aids to Scoutmastership).
Para asegurar la buena dirección del adulto, complementó dicha publicación con un entrenamiento apropiado a través de un curso de formación conocido como de la insignia de madera. Para tener un lugar adecuado donde realizar las prácticas, la familia de Kenneth MacLaren, uno de sus asistentes en el campamento de Brownsea, ayuda con una generosa donación en la compra del campo de instrucción de Gilwell Park en 1919. Allí desde ese mismo año se realizan los cursos de formación para jefes scouts.
Posteriormente, B.P. observó que algunos muchachos tenían que abandonar la tropa scout al cumplir los diecisiete años, por lo que creó en 1922 una etapa especial para jóvenes llamada roverismo, escribiendo para estos su obra Roverismo hacia el éxito.

## Pluriconfesionalidad

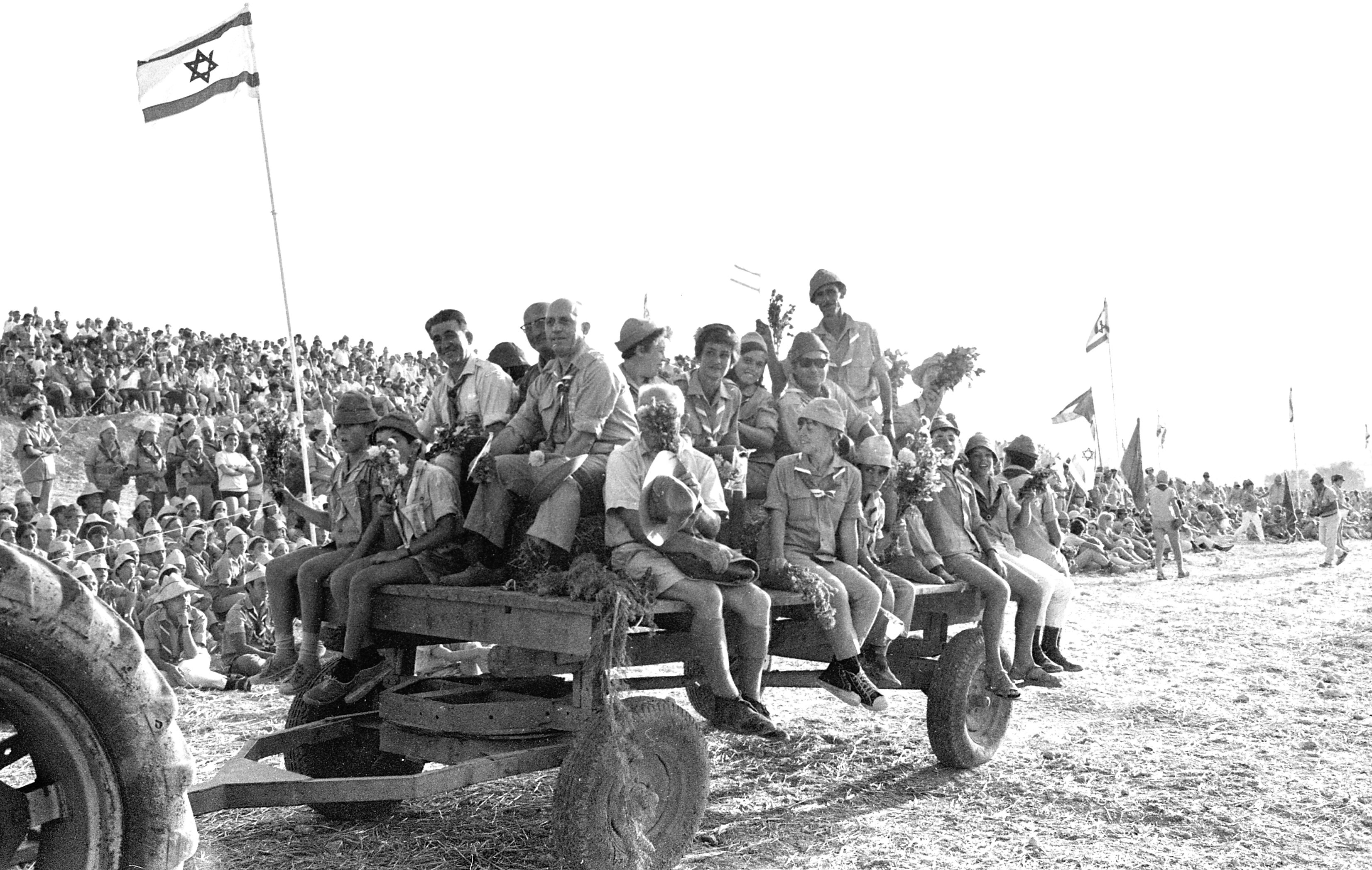
Scouts en Israel (1969)

Cada país tiene una o varias organizaciones que, respetando las reglas generales del escultismo vigentes internacionalmente, desarrollan sus propias bases y directrices. Así, por ejemplo, existen en numerosos países organizaciones de escultismo: ya sean: católicas, protestantes, ortodoxas, anglicanas, musulmanes, judías, budistas, etc.
Así mismo, existen países cuyas organizaciones scouts sin definirse expresamente, promueven entre sus miembros el crecimiento espiritual y el cumplimiento de los deberes de sus miembros para con sus respectivas confesiones; para lo cual la organización entra en contacto directo con representantes de diferentes religiones en su país.
En varios países existen instituciones paralelas al escultismo como los sionistas Hashomer Hatzair o los Eclaireurs de France (reconocidos por la OMMS) que tiene como uno de sus principios fundamentales la laicidad. En teoría, como lo pensó el fundador, no se permiten dirigentes ateos o agnósticos, ya que ellos están encargados de guiar espiritualmente a los scouts; aunque hoy en día, con la evolución del movimiento, existen asociaciones cuya propuesta es la educación en la espiritualidad, sin que obligatoriamente tenga que haber un dios de por medio.

## Metodología
El Método Scout es el sistema de autoeducación progresiva, complementario de la familia y de la escuela, que se desarrolla a partir de la interacción de varios elementos, entre los cuales se destacan:
- La educación en valores expresados en una promesa y una ley a los que se adhiere voluntariamente;
- La educación activa a través del aprender haciendo, el aprender jugando y el aprendizaje por medio del servicio;
- La pertenencia a pequeños grupos (por ejemplo: la patrulla o el equipo), que con la asistencia y acompañamiento responsable de adultos, incluyen el descubrimiento y la aceptación progresivos de responsabilidades, la capacitación hacia el gobierno autónomo tendientes al desarrollo del carácter, la adquisición de habilidades y competencias, la independencia y confianza en sí mismo, el sentido de servicio y, la aptitud de cooperar y conducir;
- Programas progresivos, atrayentes y estimulantes basados en los intereses de los participantes compuestos por un marco simbólico sugerente y un sistema progresivo de objetivos y actividades educativas variadas, incluyendo juegos, habilidades útiles y servicios a la comunidad, que ocurren en gran parte al aire libre en contacto con la naturaleza;
- La participación emotiva y no interferente del adulto que ayuda a coordinar las actividades que deciden llevar a cabo los muchachos.

El Escultismo es una filosofía de vida en la que se enseña el respeto por la naturaleza, la tolerancia, la igualdad, el compañerismo, la actividad física y la capacidad de superar adversidades e incomodidades.
La metodología scout se basa en la educación en valores y en el compromiso con estos (Ley y Promesa Scouts).

## Propuesta educativa

### Filosofía
En actividades periódicas los scouts son educados, sobre todo aquello que constituye la filosofía del movimiento, que propone educar personas libres, responsables, abiertas, solidarias y comprometidas de acuerdo con la búsqueda del bien común con base en la verdad. Además, el scout debe ser puro en pensamiento, palabra y obra. También desarrollan sus vidas y decisiones en torno a una serie de leyes scouts diseñadas para fortalecer la visión que el movimiento conlleva.

### Proyecto Educativo
El Proyecto educativo expresa el ideal de persona al cual aspira el proceso formativo del Movimiento Scout.[cita requerida]
Una Persona...
- Comprometida con su escala de valores dando testimonio, en su estilo de vida de su Promesa y Ley.
- Comprometida con su propia fe y respetuosa de los demás credos.
- Libre y responsable, capaz de tomar decisiones éticas.
- Con capacidad de reflexión, de interioridad, de cuestionamiento.
- Capaz de mantener una relación responsable con la naturaleza y disfrutar con ella.
- Consciente y partícipe de su cultura.
- Identificada con las raíces de su comunidad.
- Que conozca y defina los derechos humanos como expresión de la dignidad de la persona.
- Capaz de ver más allá de sus intereses particulares, y de cooperar solidariamente para el bien común.
- Poseedora de una estabilidad emocional que le permita afectarse en relaciones significativas.
- Con una actitud positiva que le permita trabajar con felicidad por su propio progreso y el de los demás.
- Consciente de su vocación.
- Capaz de reconocer y utilizar sus capacidades para alcanzar las metas que se plantea.
- Sensible y valorizadora de lo estético.
- Capaz de tolerar sus propias frustraciones.
- Que posea un sano sentido del humor.
- Consciente de la importancia de su cuerpo y capaz de utilizarlo como medio para relacionarse con las personas, las cosas y la naturaleza.
- Con un criterio realista que le permita mantener autonomía de pensamiento.
- Capaz de formular juicios y de hallar respuestas válidas, sin dejar de reconocer sus propias limitaciones, al menos por el momento.
- Deseosa de crecer y hacerse “más y mejor”, capaz de animar el cambio.
- Defensora de la vida, la paz, la justicia y la libertad.

### Tramos de edad
Dependiendo del país en el que se encuentren, las edades varían. Por ejemplo en Scouts de España:
- Castores (6 a 8)
- Lobatos / Manada (8 a 11)
- Tropa / Rangers / Scouts (11 a 14)
- Escultas / Pioneros (14 a 17)
- Rovers / Rutas (17 a 21)
- Scouters (responsables dirigentes adultos, mayores de edad)

En Scouts de Argentina:
- Castores (5 a 7)
- Lobatos y Lobeznas / Manada (7 a 11)
- Unidad Scout / Tropa (11 a 14)
- Caminantes (14 a 18)
- Rovers (18 a 22)
- Educadores / Adultos (22 en adelante)

En Scouts de Bolivia:
- Lobatos y Lobeznas / Manada (7 a 10)
- Exploradores / Tropa (11 a 14)
- Pioneros (15 a 17)
- Rovers (18 a 21)
- Educadores / Adultos (21 en adelante)

En Colombia
- Cachorros (5 a 7 años)
- Lobatos (7 a 10 años)
- Webelos(1) / Tropa(2) (11 a 13 años)
- Tropa(1) / Caminantes(2) (14 a 17 años)
- Clan(1) / Clan(2) ((1) 17 a 19 años (2) 17 a 21 años)

- (1) Asociación Colombiana de Escultismo
- (2) Asociación Scout de Colombia
En otros países de Latinoamérica:
- Lobatos (6 a 11)
- Tropa (11 a 15)
- Caminantes / Avanzados (15 a 18)
- Rovers / Rutas (18 a 21)
- Jefes / Scouters (21 en adelante)

## Programa Scout
La metodología se adapta a las distintas edades de los muchachos. Aunque la esencia es la misma en todas, es necesario introducir algunos cambios en la forma de trabajo. De esta forma, se agrupan a los educandos por edades y a cada uno de estos grupos se los denomina ramas o secciones. Esta segmentación permite la planificación de actividades enfocadas en la madurez de los integrantes del grupo. Sin embargo, estas divisiones por edad no son fijas y han variado a través del tiempo y los países según se adaptan a las culturas y ambientes locales.
El Escultismo fue desarrollado originalmente para adolescentes - jóvenes entre las edades de 11 a 17 años. En la mayoría de las organizaciones este grupo compone la sección de Scouts o Guías. Se desarrollaron luego programas para poder cumplir con las necesidades de niños más jóvenes (entre las edades de 6 a 10 años) y jóvenes adultos (originalmente de 18 años o más, y luego hasta 25 años). Luego, en varias organizaciones, las guías y los scouts fueron subdivididos en secciones de «juniors y seniors» y algunas decidieron abandonar sus secciones para jóvenes adultos. Los parámetros de edad por programa varían por país y asociación scout.
| Período                         | Edades             | Nombre de la rama       |
| ------------------------------- | ------------------ | ----------------------- |
| Infancias media y tardía        | 7/8 a 10/11 años   | Rama Lobatos y Lobeznas |
| Pubertad y primera adolescencia | 10/11 a 13/14 años | Rama Scouts             |
| Adolescencia intermedia         | 13/14 a 16/17 años | Rama Caminantes         |
| Juventud                        | 16/17 a 20/21 años | Rama Rovers             |

Las ramas menores (Lobatos y Lobeznas de 7 a 11 años) tienen como marco simbólico la fantasía creativa y utilizan como referente El libro de la selva de Rudyard Kipling.
La rama intermedia, originalmente llamada Tropa Scout, está formada por patrullas de jóvenes de 11 a 14 años y posee un marco simbólico basado en la exploración de nuevos territorios como aventura y el desafío relacionados con la vida al aire libre. El punto fuerte de su pedagogía es el Sistema de patrullas de Roland Philipps, a partir del libro Escultismo para muchachos de B -P. En algunas Organizaciones Scouts Nacionales hoy se la llama Unidad Scout.
Las ramas mayores son dos:
- Los scouts mayores, también llamada senior scouts y en algunos países caminantes -también conocidos como raiders, escultas (en España) o pioneros- de 14 a 17 años tienen como marco simbólico el vivir su propia aventura.
- Los rovers de 17 a 21 años tiene como marco simbólico el tener su proyecto de vida. En algunos países esta última suele inspirarse en leyendas y tradiciones de la caballería medieval. Se toma también como referencia en esta unidad el libro de B -P «Rema tu propia canoa» superando los escollos del «río de la vida».

Las actividades del programa de jóvenes del Movimiento Scout se adaptan a la madurez de cada grupo de edad y van variando según la cultura local, la comunidad cercana en la que funciona cada Grupo Scout y los intereses de los jóvenes.
- El programa de actividades aplicado en ciertos países de América, permite el funcionamiento de secciones mixtas o de un solo género, según la elección que hagan las autoridades locales.
- Algunas asociaciones tienen normalizado qué cuestiones se pueden "regionalizar" para ser adaptadas a la idiosincrasia de determinado territorio o provincia.
- Cada Grupo Scout celebra determinadas tradiciones locales que le son propias y que constituyen su identidad.
- Generalizar el uso de ciertos elementos representativos a nivel nacional.
- Un esquema de progresión personal basado en el logro de objetivos educativos el cual busca que el joven se plantee sus propios retos, mientras que en otros casos se sugiere un listado de contenidos mínimos a desarrollar en cada grupo de edad.
- Aceptar gente de cualquier creencia de fe o constituir Grupos o Asociaciones homogéneos en lo religioso.

Esta diversidad ha permitido al Programa del Movimiento Scout llegar a casi todos los países y las más diversas culturas y resultando un movimiento ya centenario que ha trascendido culturas, tradiciones, costumbres, ideas, formación social, etc.
En la actualidad cada organización nacional asigna a los grupos de edades nombres según el formato de su programa. Algunas organizaciones llaman a los integrantes de su rama para niños lobatos, lobeznas, golondrinas y cobitos, en la rama para adolescentes se pueden encontrar Scouts, pioneros, rangers o troperos, caminantes y escultas y en la rama para jóvenes adultos rovers, precursoras, rangers, venturers y aventureros.
La división de edades en España
De 6 a 8 son los más pequeños, la colonia de castores (No todos los grupos scouts tienen esta sección).
De 8 a 12 años pertenecen a la manada de lobatos que se identifican con un nombre según el grupo. Los miembros de la manada son los lobatos que han formulado su promesa. El hermano gris (puede tener otro nombre), es un voluntario que se encarga del orden cuando los viejos lobos (scouters) no están presentes. La promesa de lobatos no es la promesa scout ya que existe la premisa que el lobato en un niño pequeño que aprende a ser scout.
De 12 a 15 pertenecen a la sección original, es decir, la que Baden-Powel creó llamada tropa scout y puede tener un nombre propio según su grupo: los miembros de la tropa son llamados scouts (a veces coloquialmente troperos) y se dividen en patrullas organizadas con un guía de patrulla (líder y vocal) y un subguía (ayudante). Suele ser la sección donde se formula la promesa scout.
De 15 a 17 son los llamados caminantes, escultas, pioneros o comandos y son los miembros de la sección llamada Unidad o Empresa. En esta sección se pueden dividir en equipos, comités o patrullas, y se marcan objetivos y un proyecto para desarrollar siempre amparado en los valores scouts.
De 17 a 20 son los rovers de la sección llamada clan, la rama mayor, su compromiso es de proyecto y servicio y tienen opción a decidir, al final la etapa, si desean ser nuevos scouters para ayudar a los más pequeños o emprender preparados el camino de la vida.
Los scouters son los dirigentes scouts, mayores de edad, comprometidos para con su propia formación y velan por aplicar el método de una forma responsable.

## La vida scout
La vida scout tiene varias etapas y cada una de ellas es importante para quienes la viven, aun siendo un movimiento mundial, hay variaciones en su vida scout. Por ejemplo:

### En Latinoamérica
De 4 a 7 años pertenecen a la unidad llamada Familia, Castores o Cachorros, su uniforme es azul claro (en la mayor parte de Latinoamérica) y son guiados por quien es el jefe de la unidad. En esta etapa aprenden a tenerle cariño al escultismo y a la naturaleza, a cantar y a sonreír en las dificultades y a ser siempre leales y limpios y sobre todo aprenden a dar antes que recibir. El lema de esta unidad es: “Siempre más obedientes” o "Siempre compartir"
De 7 a 12 años son de la unidad llamada Manada de Lobatos, su uniforme varía entre el amarillo, azul oscuro, verde botella o gris (según el país), esta unidad está ambientada en El libro de la selva y su jefe es llamado Akela, el líder de la manada. También está Baloo, el ayudante de Akela y representa a un oso que les enseña a vivir con una sonrisa y siempre pensar antes de actuar. En esta unidad aprenden las cosas básicas del escultismo, como nudos sencillos, armar una carpa, recoger leña, los valores y leyes scouts siempre mediante el juego. Tiene pequeños grupos de amigos, llamados seisenas y están clasificadas por colores, esto con el fin de que aprendan a trabajar en equipo. El lema es “Siempre lo mejor”.
De 12 a 15 años está la unidad llamada Tropa de Scouts, su uniforme varía (según el país) entre verde, verde azulado, gris, verde kaki o beige. En esta los chicos son más responsables y consientes de lo que hacen, por ello se les da más libertad, se les enseña más nudos y amarres, construcciones, fogatas, armar campamentos y refugios naturales, a trabajar en equipo y a ayudar a los demás sin importar qué. Aquí se ambienta más que todo la aventura y las ganas de explorar el mundo. Esta unidad tiene pequeños grupos de personas llamadas patrullas y éstas pueden tener cualquier nombre de animal, ya sea ficticio o real; constan de un guía, quien se encarga de que todo en la patrulla esté en orden, de enseñar y ayudar a los demás scouts y también tienen un subguía, que ayuda al guía en cualquier ocasión. Las patrullas constan de rolles que ocupan los troperos como leñero, guardián de la leyenda, tesorero, etc. La tropa aprende principalmente mediante la competencia entre las patrullas. Su lema es “Siempre listos”.
De 15 a 18 años pertenece a la unidad Comunidad de Caminantes experimentarán los cambios de la adolescencia proyectándose a sí mismo como las personas que quieren ser. Junto a su Comunidad, los Caminantes elaborarán proyectos que los vinculen a su entorno comunitario, con actividades de servicio y recreativas; harán crecer su espíritu de pertenencia y de responsabilidad ciudadana. Los caminantes junto a su equipo de Dirigentes ponen mayor énfasis en su desarrollo académico, social y personal. De manera individual y grupal reconocen figuras que encarnan los valores que los representan o aspiran, delineando poco a poco la persona que quieren ser.
Los Caminantes comprenden que son ellos mismos los responsables de su futuro, se responsabilizan de sus actos y esto los motiva a encarnar su lema de estar "Siempre Adelante"
La última etapa en la vivencia del movimiento para los jóvenes es el Clan de Rovers, donde los jóvenes de 19 años en adelante asumen el compromiso de enfrentar la vida siendo ellos mismos. Asumen también el proyecto de vida que han forjado, ser los constructores de un mundo mejor y avanzar palmo a palmo junto a sus amigos íntimos. Los Rovers se integran a la sociedad como personas integrales, comprometidas con una sociedad más justa y responsable con el medio ambiente. Son los agentes de cambio: por medio de sus proyectos, que los impulsan a crecer como personas y como equipo, los Rovers ponen en práctica a servicio de su entorno todas las habilidades, destrezas y conocimiento que el Movimiento Guía y Scout les ha entregado. y su lema es "Siempre servir".

## Símbolos

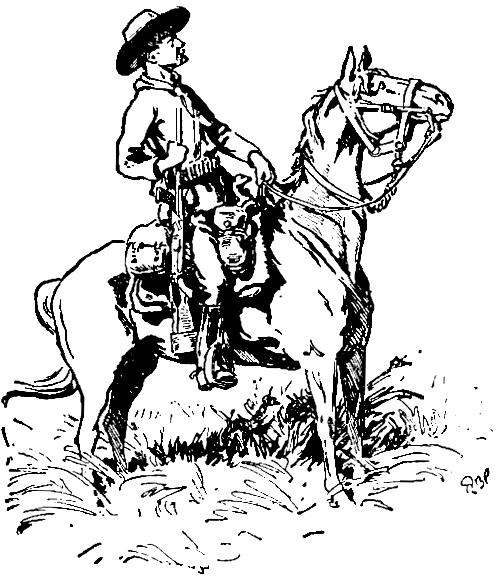
Burnham dibujado por Baden-Powell, Rodesia, 1896.

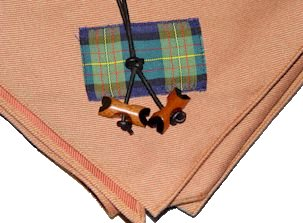
Pañuelo e insignia de madera

### Uniforme

Nudo cabeza de turco usado en las pañoletas

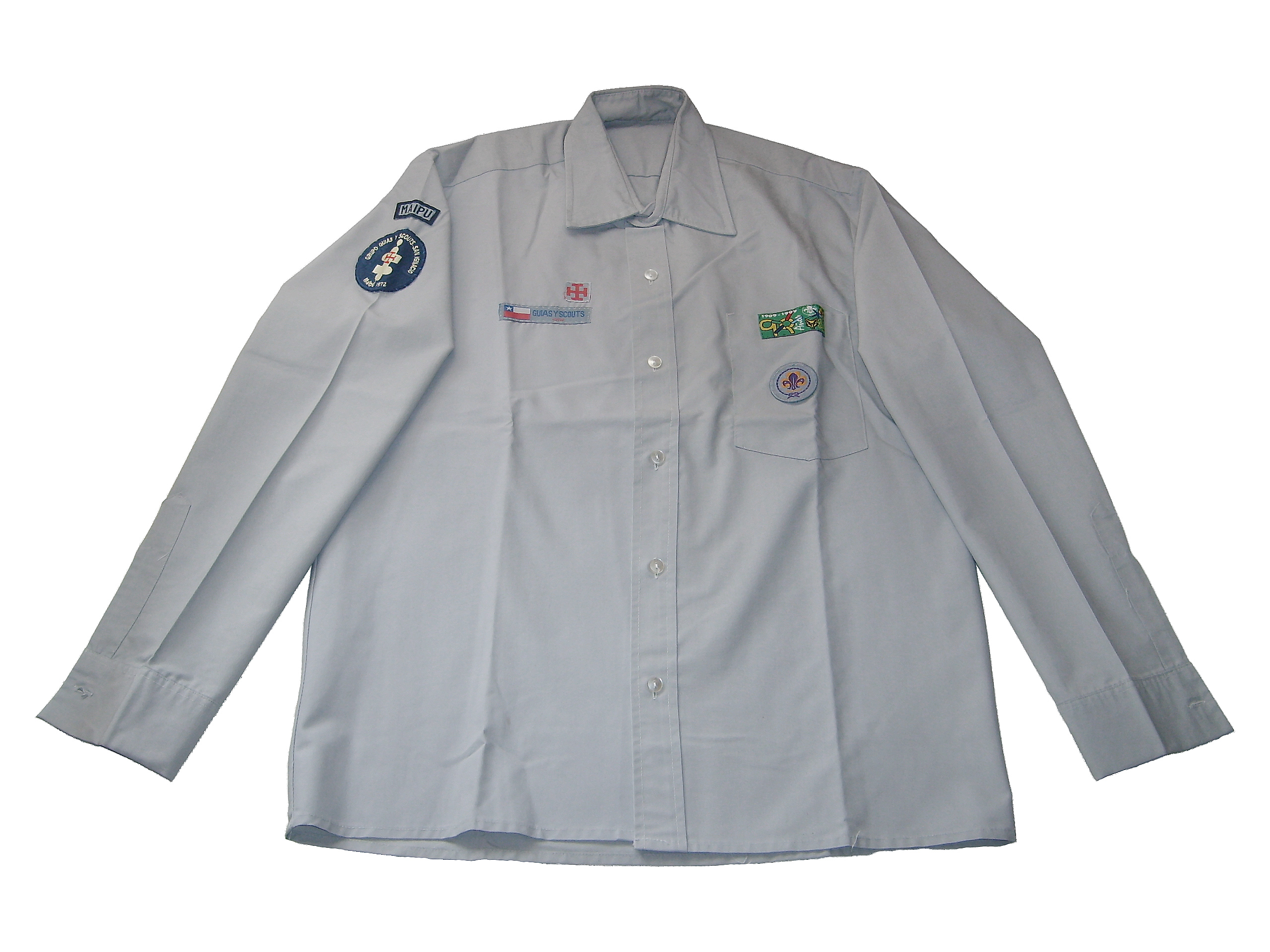
Camisa de escultismo y sus insignias distintivas de Guías y Scouts de Chile

Baden-Powell era un explorador militar y comenzó una amistad con Frederick Russell Burnham. Burnham que dio a conocer a Baden-Powell sobre las costumbres de los vaqueros y los indios del oeste americano y fue aquí que Baden-Powell se familiarizó con el uso del sombrero Stetson y la pañoleta.
Cuando realizan actividades y campamentos, los scouts llevan uniforme (en algunas asociaciones no es obligatorio), que esencialmente consta de una camisa y de un pañuelo anudado alrededor del cuello denominado pañoleta o foulard y pantalón corto. El uso de la pañoleta a su vez, simboliza el compromiso adquirido (promesa scout).
El uso de colores de las pañoletas es diferente entre países, asociaciones y grupos. El pañuelo se envuelve, coloca alrededor del cuello y luego se une con un nudo. Es una tradición en los campamentos y eventos en todo el mundo el intercambio de pañoletas con otros.

#### Adaptaciones según el país y el clima
Cada asociación realiza adaptaciones que van desde usar el uniforme lo más parecido al que se usó desde el nacimiento del movimiento o por el contrario, una imagen más moderna. El método aplicado hace el uniforme, no al revés. Los detalles más visibles pueden ser:
- Short o falda hasta la rodilla para actividades en el exterior, pantalón largo en las secciones mayores para actividades de interior o ciudad.
- Camisa de un solo color o varios colores (según método aplicado) que distinguen a cada sección (con o sin bolsillos).
- Sombrero a 4 pedradas (bollos) para protegerse del sol, opcionalmente se ha optado en ocasiones por una boina tipo paracaidista o gorra de visera.

En la actualidad en algunas asociaciones el uso del uniforme se está simplificando, generalmente en asociaciones de la OMMS y según países, en algunos casos se limita exclusivamente al pañuelo.
La pañoleta estará formado habitualmente por una combinación de colores entre la tela de fondo y cintas o bordados sobre ella (aunque no hay un único patrón) elegidos por cada grupo scout y con una simbología particular en cada caso. Por otra parte, en muchas asociaciones scouts se utiliza un código de colores de los pañuelos para identificar a quienes desarrollan tareas territoriales, distinguiendo según el color de la tela si se desempeñan en el nivel distrital, provincial, regional o nacional. Quienes prestan servicio en los organismos mundiales e interregionales de la Organización Mundial del Movimiento Scout generalmente portan un pañuelo de color morado.
Desde los años 1970 se popularizó entre los jóvenes y adolescentes de algunas agrupaciones, el uso de pantalones vaqueros o jeans, por considerarlos resistentes, duraderos y cómodos, más aún cuando su valor en actividades de aire libre puede comportar bastantes inconvenientes.

### Insignia scout mundial

#### OMMS

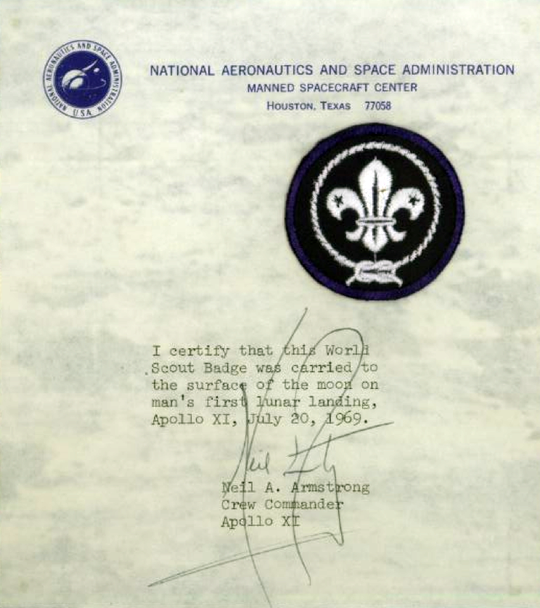
Certificado de la NASA donde Neil Armstrong afirma que la insignia scout se llevó a la superficie lunar.

Después de su segunda estadía en India, Baden-Powell crea para su grupo de scouts una insignia con la flor de lis. Como en las cartas marítimas esta flor simboliza el norte, simbólicamente el camino recto que un scout debe observar toda su vida, los scouts de todo el mundo la convierten en el símbolo con el que se identifican.
La insignia scout mundial de la OMMS, es parte del uniforme scout en muchas asociaciones del mundo. Es una insignia circular morada, con una flor de lis en el centro rodeada de una cuerda unida en sus cabos por un nudo "Rizo".
La insignia scout mundial de WFIS, sigue el mismo patrón universal pero es una insignia en forma de escudo zulú verde y una flor de lis amarilla con un gallardete abajo con las siglas de la federación mundial.
La flor de lis es un antiguo símbolo con múltiples significados. Fue insignia de los reyes franceses y también se usó muchas veces como indicador de la dirección Norte en los mapas y las brújulas antiguas.
Los tres pétalos de la flor de lis representan fundamentalmente cada uno de los principios asumidos en la Promesa Scout: La relación para con Dios, la relación para con los demás y la relación consigo mismo, todo esto enmarcado siempre en practicar la ayuda al prójimo, y cumplimiento de la Ley Scout. Algunas organizaciones indican que la parte superior de los 3 pétalos representan los principios de todo scout en palabras más coloquiales, estas son: Dios, Patria y Hogar.
Las dos estrellas de cinco puntas representan los diez puntos de la Ley Scout.
El nudo que une los tres pétalos de la flor de lis representa la Hermandad Mundial Scout. La cuerda alrededor de la flor de lis unida por un nudo "Llano o Rizo", representa la unidad del Movimiento Scout Mundial.
La línea recta que divide verticalmente la flor, simboliza el camino recto que el scout debe seguir como personas de bien para dar sentido al escultismo.

#### Insignia
La insignia scout mundial en WFIS es un escudo tradicional tipo "zulú" (ojo en vertical) en verde, con la flor de lis en amarillo acompañada de un gallardete con la inscripción WFIS en rojo. Los tres colores simbolizan las tres ramas originales del movimiento: lobatos, scouts y rovers. El gallardete simboliza, como antiguamente se conocía, la sonrisa del scout que debe estar siempre optimista frente a las dificultades y del mismo cuelga un nudo, que simboliza por su lado la buena acción que un scout debe observar a diario.

#### WOIS
La Organización Mundial de Scouts Independientes, usa una flor de lis blanca con dos estrellas de cinco puntas de color blanco sobre un fondo azul.

## Tradiciones scouts
Desde su origen y a lo largo de su desarrollo en el siglo XX, el Escultismo ha adoptado diversas tradiciones scouts que forman parte de los elementos tangibles e intangibles del "Marco Simbólico":
- La Ley y la Promesa Scouts
- La Totemnización (Tribus scouts)
- El apretón de mano izquierda
- El cuerno kudú
- La insignia de madera
- La cadena fraternal
- La pañoleta, pañolín o pañuelo scout
- Himno de cada sección del grupo
- Formación de grupo y por pequeños equipos (seisenas, patrullas y equipos)
- Saludo scout con los tres dedos juntos de la mano derecha que, según asociaciones o países, simbolizan las tres partes de la Promesa (compromiso con Dios-patria-sociedad, ayudar al prójimo y cumplir la Ley scout), y el dedo pulgar sobre el meñique que simboliza la protección del fuerte sobre el débil. En algunos países se ha popularizado con el tiempo que también representan los tres principios scouts: Dios, patria y hogar, o las tres virtudes scouts; lealtad, abnegación y pureza.

Así, existen organizaciones scouts que siguen algunas de estas tradiciones y otras que las han modificado o, simplemente, las ignoran por considerarlas irrelevantes.
Normalmente, en el mundo ajeno al escultismo, las personas se saludan con un apretón de manos utilizando la mano derecha pero los scouts se saludan estrechando la mano izquierda, que es uno de los aspectos más importantes del simbolismo scout. El scout saluda con la mano derecha levantada, haciendo la seña scout. El significado de este gesto es doble: se usa la mano izquierda, que es la más próxima al corazón como símbolo de sinceridad, y como símbolo de hermandad y unión.
La historia del significado de esta manera de saludarse refiere a que:
«Durante la campaña contra los Ashanti, Baden-Powell capturó a uno de los jefes llamado Prempeh. Al rendirse, nuestro Fundador le extendió la mano derecha en señal de amistad. Sin embargo, el jefe Ashanti insistió en darle la mano izquierda, explicando que "sólo los más valientes entre los valientes se saludan con la mano izquierda, porque para hacerlo deberían desprenderse de su mayor protección que era su escudo.»
Otro significado atribuido a esta forma de saludar alude a los antiguos caballeros medievales que llevaban su escudo con la mano izquierda, de forma que estrechar la mano izquierda simboliza el hecho de desproveerse de las defensas ante un compañero en el que confiamos. [cita requerida]
Brian Morris en un artículo publicado en el «Journal of Contemporary History» (1970) sugiere que el origen del apretón de mano izquierda adoptado por los boy-scouts fue otra de las ideas que Baden-Powell tomó de Ernest Thompson Seton y su movimiento juvenil de los «Woodcraft Indians». Seton había usado este saludo como práctica usual en las actividades del Movimiento Woodcraft y lo ilustró en uno de sus libros aparecido en 1901 («The Lives of the Hunted»). El saludo con la mano izquierda aparece en los escritos de Baden-Powell tras cartearse con Ernest Thompson Seton, lo cual está excelentemente documentado en el libro biográfico de William Hillcourt titulado «Las dos vidas de un héroe».

## Dispersión dentro del escultismo
En 2007 se cumplieron 100 años de la primera experiencia del Movimiento Scout y se considera esta fecha a nivel mundial como inicio de este movimiento juvenil.
Sin embargo, en las últimas décadas desde los años 1960, han surgido una diversidad de proyectos fruto de escisiones, sobre cómo se debe trabajar para lograr que el escultismo sea atractivo para los jóvenes, buscando un equilibrio entre evolucionar y adaptarse a las condiciones de la sociedad actual, cubrir los aspectos de seguridad, salud y cuidado ambiental sin dejar de inculcar valores como el respeto por la naturaleza, la tolerancia, la igualdad, el compañerismo, la actividad física y la capacidad de superar adversidades.
En esta búsqueda han surgido alrededor del mundo una infinidad de tendencias notables entre asociaciones más tradicionalistas, otras más renovadoras, asociaciones independientes y las que se alejan notablemente del propósito original.
Un posible motivo de esta divergencia podría ser que no existe un pensamiento único de aplicar el método scout en todo el mundo de manera uniforme o bien que el escultismo no es ajeno a los cambios de la sociedad. El momento, las circunstancias y las personas afectan a la evolución o transformación del movimiento a lo largo de décadas.

### Organización Mundial del Movimiento Scout (WOSM)

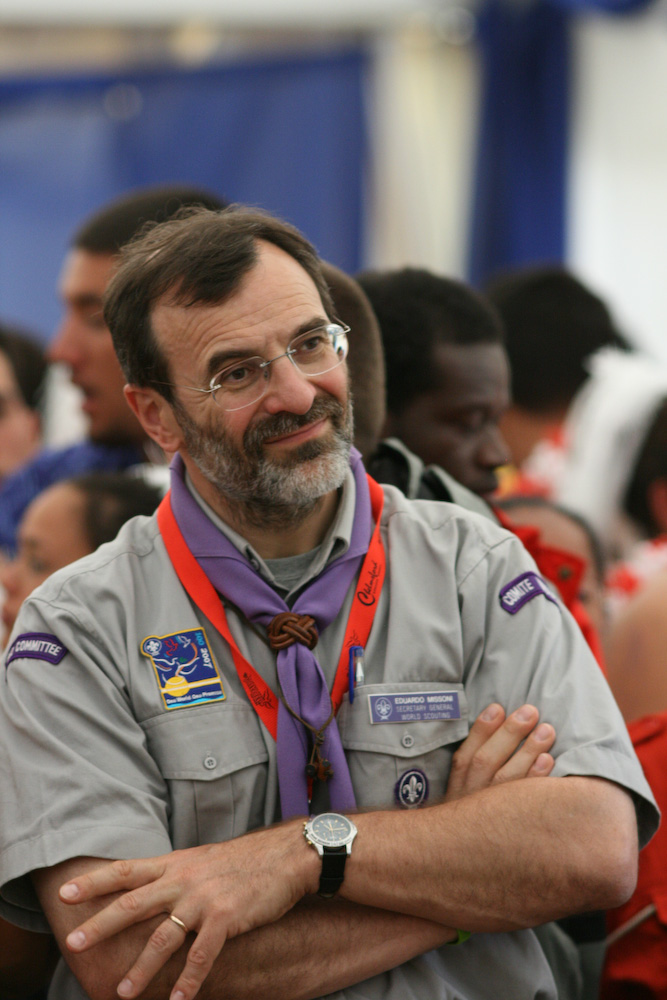
Eduardo Missoni, secretario general de la OMMS, en el Jamboree Mundial de Scouts 2007.

Más de 28 millones de Scouts, jóvenes y adultos, varones y mujeres, en 160 países integran la Organización Mundial del Movimiento Scout.
Hay 160 Organizaciones Scouts Nacionales (NSO) reconocidas internacionalmente por la conferencia scout mundial. Algunas son federaciones que incluyen a diferentes asociaciones scouts del mismo país. Por otra parte, hay además 26 territorios donde el movimiento scout desarrolla su tarea educativa, a veces como filiales de ultramar de una organización scout.
Asimismo, hay otros 31 países donde el movimiento scout existe (en forma embrionaria) pero que aún no posee una organización scout nacional reconocida como miembro de la Organización Mundial del Movimiento Scout (OMMS), sin embargo, el escultismo es también practicado por organizaciones locales que no buscan el reconocimiento de OMMS pues, al ser reconocidas como organizaciones de carácter jurídico propio en su país, no tienen necesidad de ser reconocidas por la OMMS.
Actualmente hay países donde no se practica el escultismo, en algunos simplemente porque el régimen político no lo tolera: Andorra, República Democrática Popular de Corea, Cuba y República Democrática Popular de Laos.
Cada país tiene su propia organización scout (federación o asociación) y hay distintas opciones para desarrollar el escultismo (o scoutismo) según las tradiciones y culturas propias de cada lugar.
En muchos países, además de los que se hace llamar «tradicionalistas» o los que son llamados «revisionistas»[cita requerida], existen particularidades locales y diferencias dentro de una misma organización, como por ejemplo:
- El programa de actividades aplicado en ciertos países de América, permite el funcionamiento de secciones mixtas o de un solo género, según la elección que hagan las autoridades locales.
- Algunas asociaciones tienen normalizada que cuestiones se pueden «regionalizar» para ser adaptadas a la idiosincrasia de determinado territorio o provincia.
- Cada grupo scout celebra determinadas tradiciones locales que le son propias y que constituyen su identidad.
- Generalizar el uso de ciertos elementos representativos a nivel mundial como es la flor de lis (insignia de compromiso) o utilizar una adaptación de dicho símbolo propio del país.
- Adoptar un esquema de colores del pañuelo que visten al cuello los integrantes de un mismo Grupo Scout y establecer un código de colores para quienes ejercen funciones institucionales.
- Un esquema de progresión personal basado en el logro de objetivos educativos el cual busca que el joven se plante sus propios retos mientras que en otras asociaciones se sugiere un listado de contenidos mínimos a desarrollar en cada grupo de edad.
- Aceptar miembros de cualquier creencia de fe o constituir grupos o asociaciones homogéneos en lo religioso.

Esta diversidad ha permitido al escultismo llegar a casi todos los países y las más diversas culturas y resultando un movimiento ya centenario que ha trascendido culturas, tradiciones, costumbres, ideas, formación social, etc.

### Federación Mundial de Scouts Independientes (WFIS)
A partir de las décadas de los 50 y 60, se hace evidente que la evolución del escultismo se decanta por dos conceptos que no son incompatibles, pero si fuente de conflicto y en algunos casos escisiones y dispersión asociativa. Eso ha pasado siempre a lo largo de la historia en cualquier movimiento social, religioso y político y el escultismo no es una excepción: tradicionalismo y revisionismo.
Se entiende como tradicionalismo aquellos que consideran indivisible la obra de Baden-Powell en todo su contexto (espíritu, formas, mística y tradiciones) y como revisionismo los que no consideran vitales algunos de aspectos del juego scout, por ejemplo los redactados tradicionales de promesa scout, ley scout, sistema de patrullas (sistema de pequeños equipos de trabajo) y el uniforme scout como imprescindible imagen corporativa.
Aún en Occidente existen asociaciones que escapan a esta discusión, como los Boy Scouts de América (BSA) que tienen una propuesta notoriamente conservadora aunque no por ello tradicionalista (se podría decir que son tradicionalistas pero no en el sentido literal expuesto).
En la última década del siglo XX y gracias a las nuevas tecnologías, diversos grupos y asociaciones (no vinculados a OMMS) se dan cuenta de que no están solos en una lucha por defender una línea que les ha funcionado siempre y es útil para formación de sus jóvenes y es a partir de 1997 cuando comienzan los primeros pasos de WFIS. Debe quedar claro que no se deben tomar estos cambios de ruta como competencia entre unos y otros, simplemente se encuentran personas y colectivos bajo el paraguas de una organización donde pueden aplicar el método sin interferencias de terceras partes por diferencias de concepto. Así nace y crece la federación WFIS, la cual tiene presente que no hay más propósito que amparar legalmente a una forma alternativa y tradicional de escultismo cuyo concepto todavía es válido y no tiene por qué desaparecer por imperativo de grandes instituciones nacionales o intereses de política asociativa.

### Unión Internacional de Guías y Scouts de Europa (UIGSE)
Existe una tercera fuente de corte confesional, que ha optado por la internacionalización de un escultismo tradicional de influencia católica (con una muy pequeña presencia cristiana evangélica en Alemania), imperante sobre todo en Europa aunque con lazos muy activos en algunos países de América. La FSE en España está reconocida por la Conferencia Episcopal Española.

## Controversias y conflictos
Desde sus inicios, a comienzos del siglo XX, este movimiento se ha visto en ocasiones involucrado en controversias de carácter social, tales como la lucha por los derechos civiles en el Sur de los Estados Unidos y en relación con movimientos de independencia en la India. El escultismo fue introducido en África por los oficiales británicos como una herramienta para fortalecer su hegemonía, pero pasó a desafiar la legitimidad del Imperio Británico, dado que los Scouts africanos usaron el principio de la Ley Scout según el cual «un Scout es un hermano de todos los otros Scouts» para colectivamente exigir la ciudadanía imperial completa. Más recientemente, algunas organizaciones de Scouts que no permiten la participación de ateos, agnósticos u homosexuales han sido públicamente criticadas, aún habiendo entidades laicas o aconfesionales.
Por otro lado, las divisiones internas y ulteriores escisiones durante la última década del siglo XX han acentuado las diferencias entre «escultismo formal», «escultismo revisionista» y los que se alejan sustancialmente del postulado «convencional» en el nuevo siglo. Los defensores de las líneas más formales postulan por un escultismo de amplias posibilidades, en palabras de J. da Silva «todo sirve para hacer escultismo, pero no todo es escultismo» y que el método evoluciona aunque las cambiantes circunstancias sociales en el nuevo siglo no facilitan la práctica de antaño «ni tanto como antes (porque hoy no se puede), ni tan pobre como ahora (porque no se debe).»
Las principales son:
| Escultismo tradicional | Escultismo revisionista | Otros |
| --- | --- | --- |
| Fidelidad al texto original de la ley scout y promesa scout original, sin prácticamente modificaciones de redactado. | Ley y promesa Scout con adaptaciones conforme la etimología actual de las palabras, más acorde a los cambios de la sociedad. | La Ley Scout se desconoce y en el mejor de los casos se sustituye por una Declaración de Principios. |
| Uso de la nomenclatura propuesta por Baden Powell; jefe, patrullas, rovers, seisenas etc. | Sustitución de mucha jerga original, cambiándolos por otros como equipo, unidad, animador, educador, director, monitor, responsable, etc. | Cualquier nominativo sirve para identificar a una sección. |
| Énfasis en el concepto de honor, compromiso, abnegación como valores fundamentales (no únicos). | Sustitución del honor, por otros valores más modernos y aceptados por las sociedades del nuevo siglo. | Los valores pueden ser los mismos que se imparten en la escuela.[cita requerida] |
| Respeto a Baden-Powell y devoción a su obra como fuente de inspiración y base de programas: lobatismo, escultismo y roverismo. | La obra de B.-P. aparece como la base de todo pero contextualizado a la actualidad. Tendencia a convertir el juego scout en un concepto psico-pedagógico. | No se conoce la obra de B.-P. e incluso, se rechaza su identidad como fundador. |
| Uso del uniforme como herramienta de igualdad y eliminación de desigualdades y como imagen de unión hacia el exterior. Progresión y aprendizaje a través de simbología en forma de insignias, técnicas y valores. Existe un esquema de especialidades. | El uniforme considera cualquier color y prenda, la camisa puede sustituirse por T-shirt o polo. Tendencia al pantalón largo o jeans. Reducción de la simbología exteriorizada, en algunos casos las insignias de progreso no existen y desaparece el esquema de especialidades. | Totalmente optativo. En el mejor de los casos, el uniforme se reduce a una pañoleta con el emblema institucional en el pico.                                                                                             |
| Se da relevancia a la ayuda a los demás, a través de valores como el compromiso, la dedicación, el esfuerzo a partir de técnicas aprendidas en la propuesta educativa de progresión scout. Uso de entidades locales para apoyar y aumentar este método | Se da mucha importancia a conceptos de colaboración con otras ONG de servicio. | Se acepta cualquier relación con entidades juveniles, incluso la participación en actividades de grupos antisistema o de tendencias políticas. Se desvirtúa el movimiento educativo, para convertirse en reivindicativo. |
| Trabajo conjunto con diferentes tipos de asociaciones que tengan como fin los mismos ideales que los que persigue el movimiento scout. | Prioridad a la relación con organizaciones sociales. | |
| Escultismo especializado: de extensión, marinos y aéreos. En cualquier caso estos tres tipos se adaptan a cualquier realidad social más cercana; recursos económicos, discapacitados, cultura y sociedad local.                                        | Existe la tendencia a un solo tipo de agrupación, el único escultismo especializado suele ser de extensión (discapacitados). La existencia de scouts marinos o aéreos, si hay, es testimonial.                                                                                  | Existe un solo tipo de grupo organizado.[cita requerida] |
| Reivindicación del sistema de patrullas de Roland Philipps como base del método de trabajo en ramas intermedias. | Tendencia a considerar el sistema de patrullas como una forma alternativa de estructura para pequeños equipos. | Tendencia a rechazar toda estructura auténticamente scout como válida. |
| Puede existir una rama intermedia, sénior scouts o scouts mayores, como extensión de la tropa.[cita requerida] | La rama intermedia posee propia identidad, en otros casos como extensión de la tropa y en otras, como pequeños clanes de rovers.[cita requerida] | No se considera relevante. |
| Respeto a la mística scout como el apretón de zurda, totemizaciones, vocablos específicos, etc.[cita requerida] | Parte de la mística ha sido olvidada, ignorada o anulada. La totemización es vista con desconfianza. | No existe. |
| Autoaprendizaje scout a través del sistema de formación para educadores Gilwell (insignia de madera) y otros de ámbito local que respondan a la legislación de cada Estado .                                                                           | El sistema de formación Gilwell no es imprescindible, contempla la capacitación basada en competencias. | Salvo algún monográfico específico de carácter informativo, solo se considera la formación de adultos en tiempo libre, monitores y directores, auspiciada por el gobierno, por imperativo legal.[cita requerida]         |

### Abusos sexuales
En 2012, y tras una investigación periodística de Los Angeles Times de 1900 archivos confidenciales y 3100 sumarios internos entre 1947 y 2005 de los Boy Scouts of America, salió a la luz pública una serie de acusaciones de abusos sexuales de alrededor de quinientos menores de edad, situación que habría sido ocultada por la institución. En efecto, según revelaron varios comunicados internos enviados al personal y a aquellos líderes marginados ante acusaciones de abusos, la institución evitaba realizar acusaciones y mantenía en secreto tales acciones, mientras que otros registros indicaron que se les solicitaba no hacer públicas aquellas acusaciones, para mantener el prestigio de la organización.
Los archivos corresponden a una serie de registros para uso interno destinados a evitar la reincorporación de los implicados, entre los que se encuentran litigios judiciales llevados adelante por las víctimas; estos archivos fueron liberados en octubre de 2012 por orden de la Corte Suprema de Oregón. Existe, además, un número indeterminado de archivos destruidos por la organización, que se adscriben al período comprendido entre las décadas de 1970 y 1990; adicionalmente, desde 2005 se desconoce el número de nuevos casos abiertos.